# John Ferguson (homme politique)
Pour les articles homonymes, voir John Ferguson (homonymie) et Ferguson.
John Ferguson (20 novembre 1813 - 21 août 1888) était un marchand et un homme politique canadien du Nouveau-Brunswick.
John Ferguson naît le 20 novembre 1813 dans le comté d'Ayrshire, en Écosse. Il immigre au Nouveau-Brunswick en 1836 et s'installe à Bathurst.
Il s'intéresse à la politique et est membre du Conseil législatif du Nouveau-Brunswick du 1er septembre 1864 au 1er juillet 1867. Affilié au parti conservateur, il est ensuite nommé sénateur le 23 octobre 1867 par Proclamation royale et le reste jusqu'à sa mort, le 21 août 1888.